# Götebacka
Götebacka är en by ca 3 km norr om Sandared i Borås kommun, Västra Götalands län. Namnet var ursprungligen Hiöltebakk (äv. Gattabakk). Götebacka har hört till Vadstena krigsmanshus. Detta innebar att marken under medeltid uppläts av kyrka och kloster för skadade soldater.  Marken friköptes 1767 av änkan Anna Larsdotter för 66 daler silvermynt. Götebacka by är i dag uppdelad i en sydlig och en nordlig del som förbinds med varandra av skogs- och hästvägar.